# Ternstroemia meridionalis
Ternstroemia meridionalis là một loài thực vật có hoa trong họ Pentaphylacaceae. Loài này được Mutis ex L.f. miêu tả khoa học đầu tiên năm 1782.